# Хоцим (Великопольське воєводство)
Хоцим (пол. Chocim) — село в Польщі, у гміні Кавенчин Турецького повіту Великопольського воєводства.
Населення — 199 осіб (2011).
У 1975-1998 роках село належало до Конінського воєводства.

## Демографія
Демографічна структура станом на 31 березня 2011 року:
|          | Загалом | Допрацездатний вік | Працездатний вік | Постпрацездатний вік |
| -------- | ------- | ------------------ | ---------------- | -------------------- |
| Чоловіки | 109     | 28                 | 68               | 13                   |
| Жінки    | 90      | 21                 | 48               | 21                   |
| Разом    | 199     | 49                 | 116              | 34                   |